# Aubie-et-Espessas
Aubie-et-Espessas (gaskognisch: Aubía e Espessàs) ist eine ehemalige französische Gemeinde mit 1.386 Einwohnern (Stand: 1. Januar 2022) im Département Gironde in der Region Nouvelle-Aquitaine. Als Gemeinde gehörte sie zum Arrondissement Blaye und zum Kanton Le Nord-Gironde. Die Einwohner werden Albins genannt.
Mit Wirkung vom 1. Januar 2016 wurden die ehemaligen Gemeinden Aubie-et-Espessas, Saint-Antoine und Salignac zu einer Commune nouvelle unter dem Namen Val de Virvée zusammengeschlossen.

## Geografie
Aubie-et-Espessas liegt etwa 24 Kilometer nordnordöstlich von Bordeaux.

## Bevölkerungsentwicklung
| 1962                       | 1968 | 1975 | 1982 | 1990 | 1999 | 2006 | 2013 |
| -------------------------- | ---- | ---- | ---- | ---- | ---- | ---- | ---- |
| 555                        | 602  | 675  | 901  | 940  | 950  | 1033 | 1246 |
| Quellen: Cassini und INSEE |      |      |      |      |      |      |      |

## Sehenswürdigkeiten
- Kirche Saint-Pierre-ès-Liens in Espessas aus dem 12. Jahrhundert, seit 1925 Monument historique
- Kirche Saint-Martin in Aubie aus dem Jahre 1272
- Schloss Buffaud

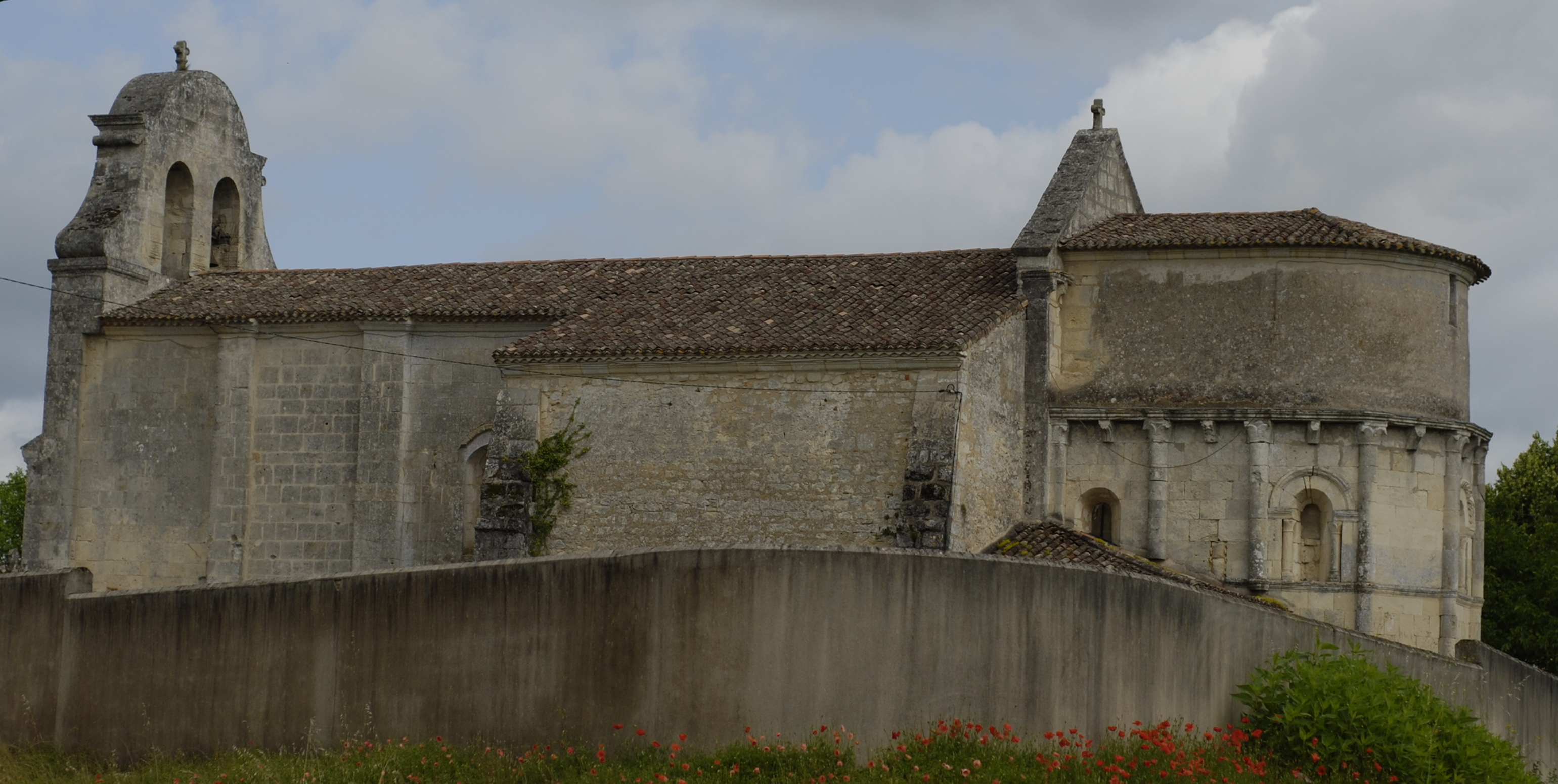
Kirche Saint-Pierre-ès-Liens
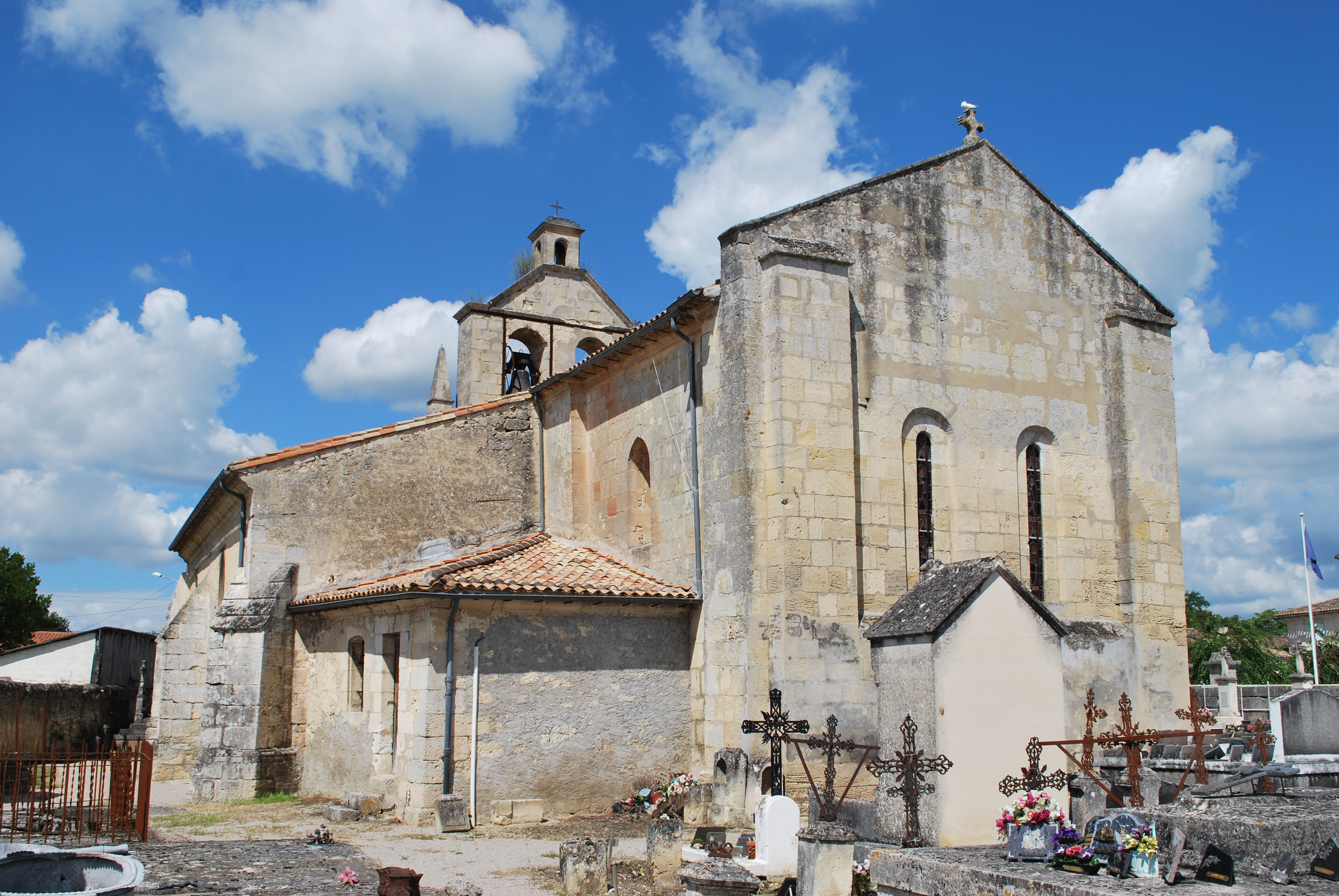
Kirche Saint-Martin
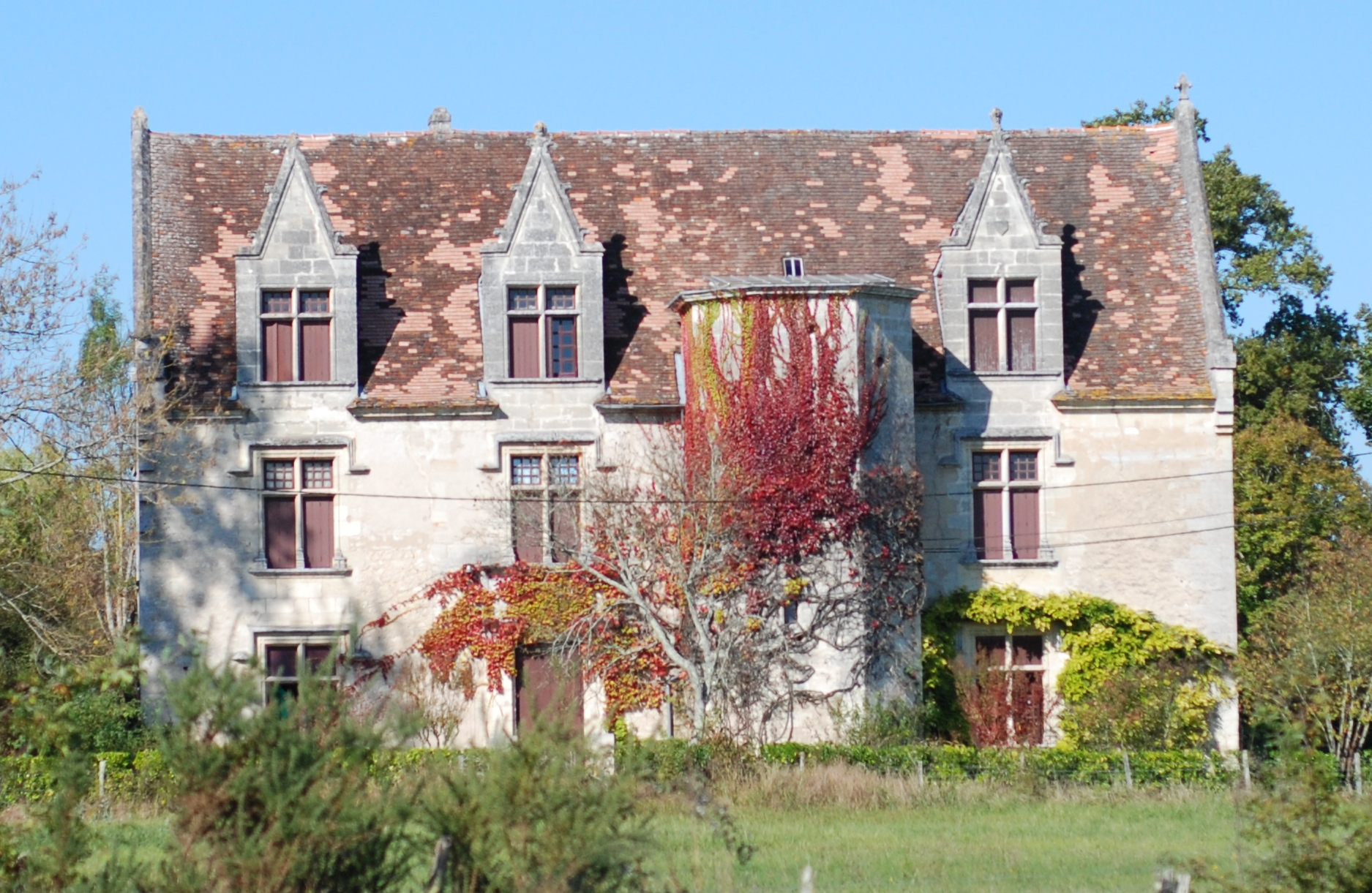
Schloss Buffaud